# Замок на піску (мінісеріал, 2019)
«За́мок на піску́» (рос. «Замок на песке») — російськомовний мінісеріал 2019 року знятий в Україні. Телесеріал створено продакшн-компанією «Фільмстрім» та Vileton Films на замовлення ТРК «Україна». Режисером виступив Олексій Гусєв.
Прем'єра телесеріалу в Україні відбулася 21 квітня 2019 року на телеканалі ТРК Україна. Прем'єра в Росії ), 8 февраля 2020 (Россия-1) года 

## Сюжет
Сімейна пара повністю присвятила лікуванню людей. Олександр, що отримав фах лікаря-репродуктолога, з часом стає головним лікарем клініки ЕКЗ «Олександр». Його кохана дівчина Людмила, як завше у таких випадках, в усьому допомагає чоловікові: і порадами, і справами, та, найголовніше, надихає його. В медичній родині і донька пішла по стопах батьків: Ліза вступила до медичного вишу, вчиться на «відмінно».
Але не все так гладко у цій благополучній родині. Удаваний спокій порушує випадок. Людмила випадково отримує дивне послання. В ньому лежала світлина могили спільної з чоловіком студентської подруги, яка загинула 19 років тому. На цьому проблеми лише розпочалися: власний будинок ледве не згорів, справи в клініці пішли шкереберть. І лише згодом Людмила довідалась, що Олександр її зраджує. Взірцеве сімейне життя насправді виявилося ілюзією.
|  | «Наші герої побудували своє життя на ілюзії і обмані, і все воно розлітається... Життя розставляє крапки над "і", але вони знаходять в собі сили для того, щоб відшукати вихід і почати будувати нове життя. Фільм буде надихати, але обов'язково буде інтрига, навіть з моментами трилера», – розповів режисер Олексій Гусєв. |

## У ролях
- Ганна Кошмал — Люся (в молодості)
- Марина Аніканова — Люся
- Олексій Зубков — Богуцький
- Олександр Кобзар — Соколов
- Віктор Васильєв — Гліб
- Ігор Пазич — Соколов (в молодості)
- Клавдія Дрозд — Ліза
- Аліна Гросу — Оля[2]
- Олена Стефанська — Софія Андріївна
- Юрій Феліпенко — Богуцький (в молодості)
- Владислав Писаренко — Гліб (в молодості)
- Дмитро Оськін
- Анастасія Цимбалару — Яся
- Владислав Мамчур — Щербаков
- Сергій Калантай — Борис Павлович
- Дарина Лобода — Ніна Петрівна
- Сергій Радченко — Віталій
- Єгор Козлов — Максим
- Дарина Єгоркіна — Ірина
- Олеся Островська — Ірина Романова
- Юрій Гребельник — Ігор Тарасович
- Тетяна Печонкіна — декан
- Олександр Моїсеєнко — модний фотограф
- Сергій Асовський — суддя

## Зйомки
Телесеріал знімався в Києві та Київській області у січні — лютому 2019 року.